# Seznam jeruzalémských patriarchů

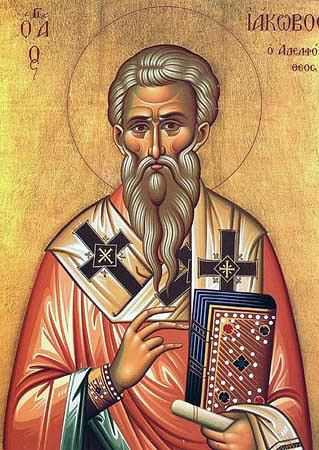
Svatý Jakub Spravedlivý, bratr Páně, prvý biskup jeruzalémský

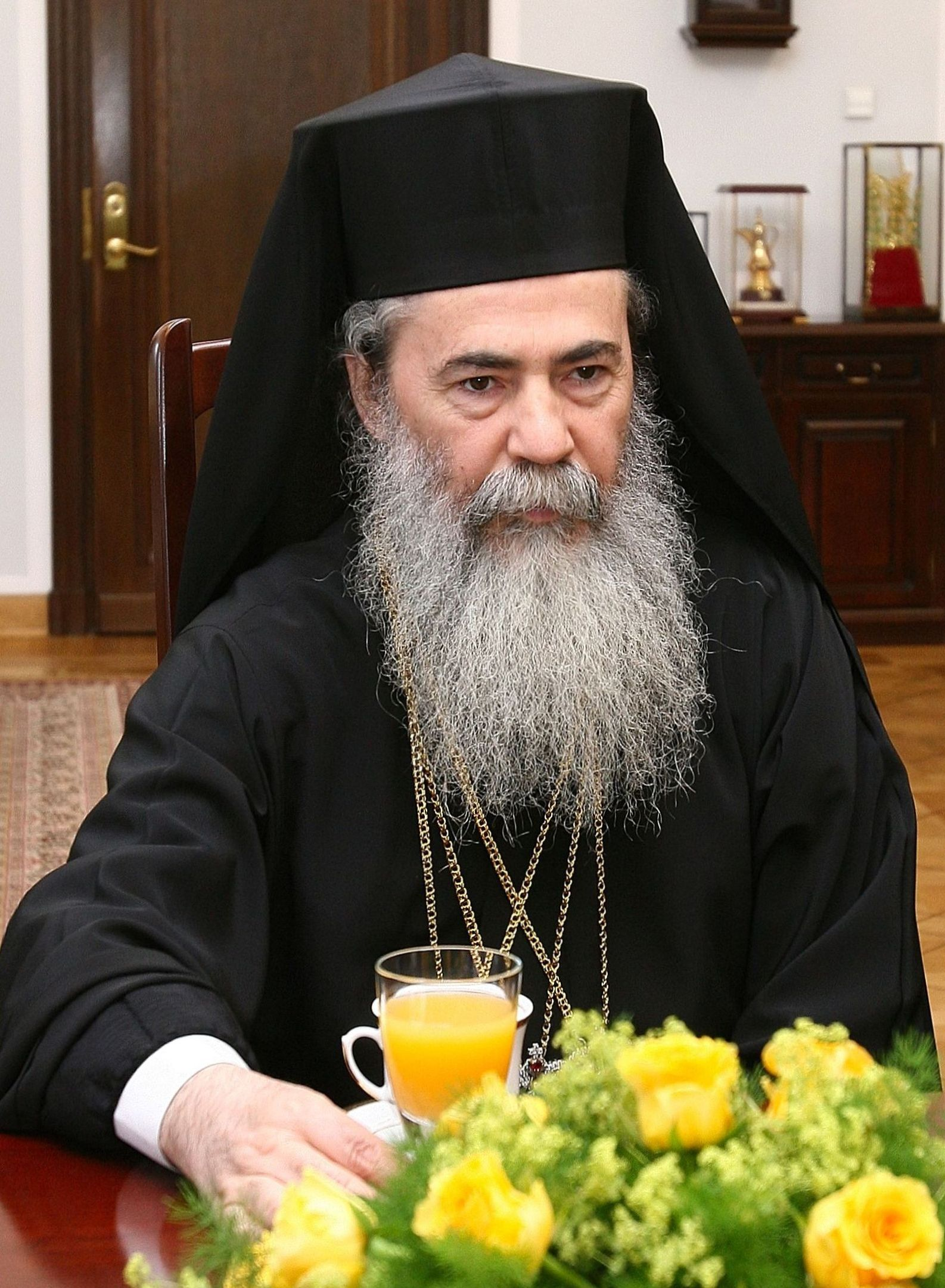
Současný patriarcha Theofilos (Bohumil) III.

Seznam jeruzalémských patriarchů obsahuje biskupy na stolci jeruzalémském, který byl na patriarchát povýšen roku 451 chalcedonským koncilem. Současným, 142. jeruzalémským patriarchou je Theofilos (Bohumil) III.
Jeruzalémští pratriarchové jsou součástí pravoslavných církví.

## Židovští biskupové Jeruzaléma (do roku135)
Raně křesťanská komunita v Jeruzalémě byla vedena Radou starších (srovnej Sk 11,30 a Sk 15,22). Celkem 15 biskupů:
- sv. Jakub Spravedlivý (do roku 62)
- sv. Simeon I. (62-107)
- Justus I. (107-113)
- Zachariáš (113-???)
- Tobiáš (???-???)
- Benjamín I. (???-117)
- Jan I. (117-???)
- sv. Matyáš I. (???-120)
- Filip (???-124)
- Senecas (???-???)
- Justus II. (???-???)
- Levi (???-???)
- Efrém (???-???)
- Josef I. (???-???)
- Juda (???-135)

## BiskupovéÆlie Capitoliny
Po bar Kochbově povstání byl císař Hadrián odhodlán vymazat judaismus z Judska a provincie byla přejmenována na Syrskou Palestinu, Jeruzalém byl srovnán se zemí a nedaleko od něj bylo vystaveno město nové - Ælia Capitolina. Tito biskupové byli nežidovského původu a byli podřízeni autoritě metropolitů Caesarei. Celkem jich bylo 24, z toho sv. Narcis dvakrát:
- Marek (135-???)
- Cassanius (???-???)
- Poplius (???-???)
- Maxim I. (???-???)
- Julián I. (???-???)
- Gaius I. (???-???)
- Symmachus (???-???)
- Gaius II. (???-162)
- Julián II. (162-???)
- Capion (???-???)
- Maxim II. (???-???)
- Antonín (???-???)
- Valens (???-???)
- Dolichanus (???-???)
- sv. Narcis (185-???)
- Dius (???-???)
- Germanion (???-???)
- Gordius (???-211)
- sv. Narcis (znovu) (???-231)
- sv. Alexandr (231-249)
- Mazabanis 249-260)
- Imeneus (260-276)
- sv. Zabdas 276-283)
- Ermon (283-314)
- sv. Makarios I. (314-333), od roku 325 biskup jeruzalémský

## Biskupové jeruzalémští
1. nikajský koncil přiznal biskupství tento titul, ale ještě jej nepovýšil na patriarchát, které zavedl, jeruzalémští biskupové podléhali patriarchátu antiochijskému. Celkem 6 biskupů,poslední z nich se stal patriarchou:
- sv. Makarios I. (325-333)
- sv. Maxim III. (333-348)
- sv. Cyril I. (350-386)
- Jan II. (386-417)
- Praulius (417-422)
- sv. Juvenál (422-458), od roku 451 patriarcha

## Patriarchové jeruzalémští
Chalcedonský koncil roku 451 povýšil dosavadní biskupství jeruzalémské na patriarchát.
- sv. Juvenál (451-458)
- Anastáz I. (458-478)
- Martyrius (478–486)
- Sallustius (486–494)
- Eliáš I. (496-516)
- Jan III. (516-524)
- Petr (524-552)
- Makarios II. (552, 564-575)
- Eustochius (552-564)
- Jan IV. (575-594)
- Ámos (594-601)
- Izák (601-609)
- Zachariáš (609-632)
- Modest (632-634)
- sv. Sofronios I. (634-638)
- sede vacante (638-???)
- Anastáz II. (???-706)
- Jan V. 706-735)
- Theodor (735-770)
- Eliáš II. (770-797)
- Jiří (797-807)
- Tomáš I. (807-820)
- Basil 820-838)
- Jan VI. (838-842)
- Sergius (842-844)
- sede vacante 844-855)
- Solomon (855-860)
- sede vacante (860-862)
- Theodosius (862-878)
- Eliáš III. (878-907)
- Sergius II. (908-911)
- Leontius I. (912-929)
- Atanáš I. (929-937)
- Christodolus I. (937-950)
- Agathon (950-964)
- Jan VII. (964-966)
- Christodolus II. (966-969)
- Tomáš II. 969-978)
- sede vacante (978-980)
- Josef II. (980-983)
- Orestés (983-1005)
- Sede vacante (1005-1012)
- Theofilos I. (1012-1020)
- Nikeforos I. (1020-???)
- Joannicius (???-???)
- Sofronios II. (???-1084)
- Euthemius I. (1084)
- Simeon II. (1084-1106)

## Patriarchové jeruzalémští v exilu
Po první křížové výpravě roku 1099 byl v Jeruzalémě založen Latinský patriarchát, který sídlil v Jeruzalémě od roku 1099 do roku 1187. Pravoslavní patriarchové nepřestávali být ustanovováni, ale sídlili v Konstantinopoli.
- Savvas (1106-11??)
- Jan VIII. (11??-11??)
- Mikuláš (11??-11??)
- Jan IX. (1156-1166)
- Nikeforos II. (1166-1170)
- Leontius II. (1170-1190)

## Návrat patriarchů jeruzalémských
Roku 1187 byl Latinský patriarchát donucen Jeruzalém opustit, nepřestal však existovat, patriarchové byli nadále katolickou církví ustanovováni, ale až do moderních dob sídlil v Římě. V roce 1847 papež Pius IX. latinský patriarchát obnovil jako skutečné biskupské sídlo. Již od roku 638 v jeruzalémě působili biskupové arménské církve, kteří od roku 1311 používají titulu patriarcha.
- Dositej I. (1090-1091)
- Marek II. (1191-???)
- sede vacante (???-1223)
- Euthemius II. (1223)
- Atanáš II. (1224-1236)
- Sofronios III. (1236-???)
- Řehoř I. (???-1298)
- Tadeáš (1298)
- sede vacante (1298-1313)
- Atanáš III. (1313-1314)
- sede vacante (1314-1322)
- Řehoř II. (1322)
- sede vacante (1322-1334)
- Lazar (1334-1368)
- sede vacante (1368-1376)
- Dorotej I. (1376-1417)
- Theofilos II. (1417-1424)
- Theophanes I. (1424-1431)
- Jáchym (1431-???)
- sede vacante (???-1450)
- Theophanes II. (1450)
- sede vacante (1450-1452)
- Atanáš IV. (1452-???)
- sede vacante (???-1460)
- Jakub II. (1460)
- sede vacante (1460-1468)
- Abrahám I. (1468)
- Řehoř III. (1468-1493)
- sede vacante (1493-1503)
- Marek III. (1503)
- sede vacante (1503-1505)
- Dorotheus II. (1505-1537)
- Germanus (1537-1579)
- Sofronios IV. (1579-1608)
- Theophanes III. (1608-1644)
- Paiseus (1645-1660)
- Nektar I. (1660-1669)
- Dositheos II. (1669-1707)
- Chrysanthos Notaras (1707-1731)
- Meletius (1731-1737)
- Parthenius (1737-1766)
- Efraim II. (1766-1771)
- Sofronios V. (1771-1775)
- Avramios (1775-1787)
- Prokop I. (1787-1788)
- Anthemus (1788-1808)
- Polykarp (1808-1827)
- Atanáš V. (1827-1845)
- Cyril II. (1845-1872)
- Prokop II. (1872-1875)
- Jerotej (1875-1882)
- Nikodém I. (1883-1890)
- Gerasimus I. (1891-1897)
- Damián I. (1897-1931)
- Topoteretes (1931-1935)
- Timotej I. (1935-1955)
- Benedikt I. (1957-1980)
- Diodóros I. (1980-2000)
- Irenej I. (2001-2005)
- Theofilos III. (2005-současnost)